# Közönséges kígyónyakúteknős
A közönséges kígyónyakúteknős vagy kelet-ausztráliai kígyónyakúteknős (Chelodina longicollis) a hüllők (Reptilia) osztályának teknősök (Testudines) rendjébe, ezen belül a kígyónyakúteknős-félék (Chelidae) családjába tartozó faj.

## Előfordulása
A közönséges kígyónyakúteknős igen elterjedt Kelet-Ausztrália lassú folyású vizeiben, a legdélibb résztől az északon fekvő Queenslandig. Bár a faj még mindig gyakran előfordul, sok példányát ejtik csapdába, sokukat pedig halászok ölik meg és autók gázolják halálra, vagy kerítésekbe akadva pusztulnak el, amelyek lezárják a vízhez vezető utat. A közönséges kígyónyakúteknős Ausztrália legismertebb és legelterjedtebb édesvízi teknőse.
|  |  |

## Megjelenése
Az állat pajzsának hossza akár 27,5 centiméter is lehet. Testtömege átlagosan 1,2 kilogramm. A közönséges kígyónyakúteknős hosszú nyaka széles körű lehetőséget biztosít feje mozgatására: képes fejét a nyak S alakú állásában a pajzs alá húzni. E teknősfaj szeme jóval előbb ül, mint a többi fajé, ez térbeli (binokuláris) látást tesz lehetővé, ami igen fontos a távolság felméréséhez és pontos lecsapáshoz.

## Életmódja
A közönséges kígyónyakúteknős bár a vizet kedveli, időnként csoportosan vándorol a szárazföldön, új élőhelyek felkeresésére. Tápláléka kétéltűek, rákok, férgek, rovarok és puhatestűek. Ha elfogják erős szagú váladékot bocsát ki. Ezt akár egy méternyire is képes kilövellni. Szabadon több, mint 40 évig él.

## Szaporodása
A hím 7, a nőstény 10-11 éves kortól éri el az ivarérettséget. A párzási időszak szeptember–október között van, de esetenként januárig is eltarthat. A fészekben, melyet a nőstény váj a tajban 6-24 tojás található. A tojásból való kifejlődéshez 130-170 nap kell, hogy elteljen. A fiatal teknősökön sárgás-narancsszín mintázat található.